# Wilhelm Ludwig Holland
Wilhelm Ludwig Holland, född den 11 augusti 1822 i Stuttgart, död den 28 augusti 1891 i Tübingen, var en tysk språkforskare.
Holland, som från 1847 verkade vid Tübingens universitet som docent och professor, offentliggjorde ett stort antal arbeten i romansk och germansk filologi, bland vilka märks Crestien von Troies, eine literaturgeschichtliche Untersuchung (1854) samt upplagor av Schauspiele des Herzogs Heinrich Julius von Braunschweig (1855), Buch der Beispiele der alter Weisen (1860), Li romans dou chevalier au lion von Crestien von Troies (1862; 3 :e upplagan 1886) och Briefe der Herzogin Elisabeth Charlotte von Orléans (1867–82), en kritisk upplaga av Uhlands poetiska skrifter (1863, flera upplagor) samt arbeten om denne (1876 och 1886).